# Вітряк Бленервіль
Вітряк Бленервіль — кам'яний вітряк висотою 21,30 метрів з рифовим ступенем у Бленервілі, графство Керрі, Ірландія. Млин має п'ять поверхів: перший поверх, проміжний поверх, шліфувальний поверх, кам'яний поверх і верхній поверх.

## Історія
Млин був збудований у 1800 році на замовлення сера Роуленда Бленнергассета і має дві помольні пари, на шпинделі яких встановлена шестерня, що приводиться в рух колесом з дерев'яними гребінками. Жорна — французькі бірські камені. Млин використовували для помелу зерна, як для місцевого населення, так і для експорту до Великої Британії. Наприкінці ХІХ століття млин почав занепадати через появу парового двигуна, засолення русла річки до Бленервіля та відкриття судноплавного каналу Тралі у 1846 році. У 1981 році міська рада Тралі викупила млин і розпочала його реставрацію у червні 1984 року. Відновлений млин був офіційно відкритий у 1990 році прем'єр-міністром Чарльзом Гогі. Сьогодні тут знову мелють пшеницю.

## Технічні характеристики
Дерев'яний вітряк має відлитий корпус вагою в одну тонну.
Млин має вітрило довжиною 18,29 метрів (60 футів) з дерев'яними грудними стрижнями.
Гальмівне колесо та вінцеве колесо мають конічні зубчасті колеса із залізними зубцями.
Механізм намотування приводиться в дію поза млином за допомогою глечикового ланцюга на зірочці. Невелика передача робить переїзд дуже повільним, 180 градусів переїзду займає близько двох годин.
Мішкопідйомник має конічне колесо, яке приводиться в рух під коронним колесом.
На нині порожньому проміжному поверсі знаходиться намет головного стовбура дугласії із залізною конструкцією, в якій колись був двигун. Також тут розміщені шліфувальні пари та велике зубчасте колесо.
Є також центр для відвідувачів з ремісничим центром, моделями залізниць, художньою галереєю, аудіовізуальною презентацією та рестораном.
На млині проводяться екскурсії з гідом. Вітряк Бленнервілль зараз є єдиним комерційним вітряком в Ірландії.

## Галерея

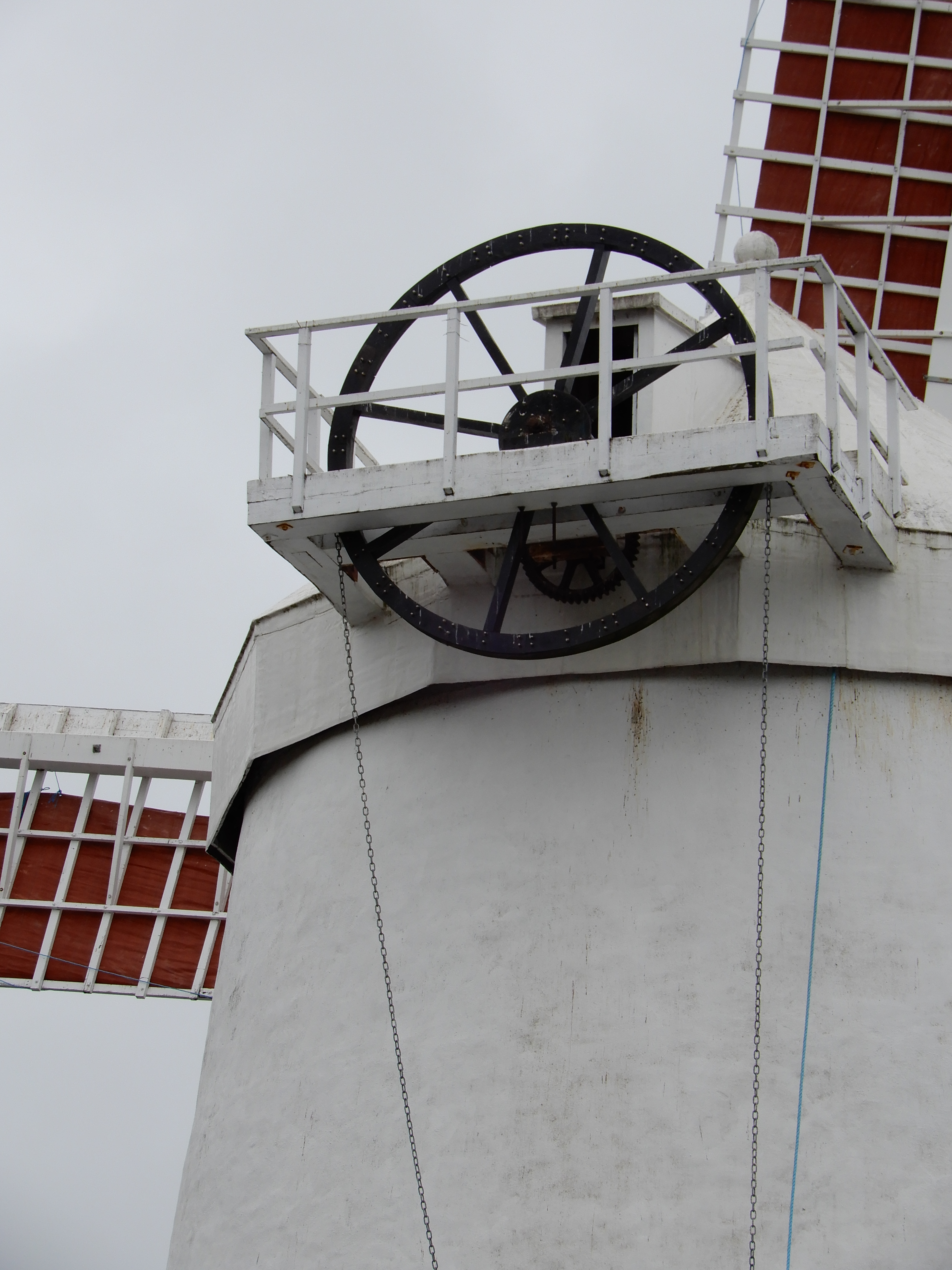
Механізм намотування
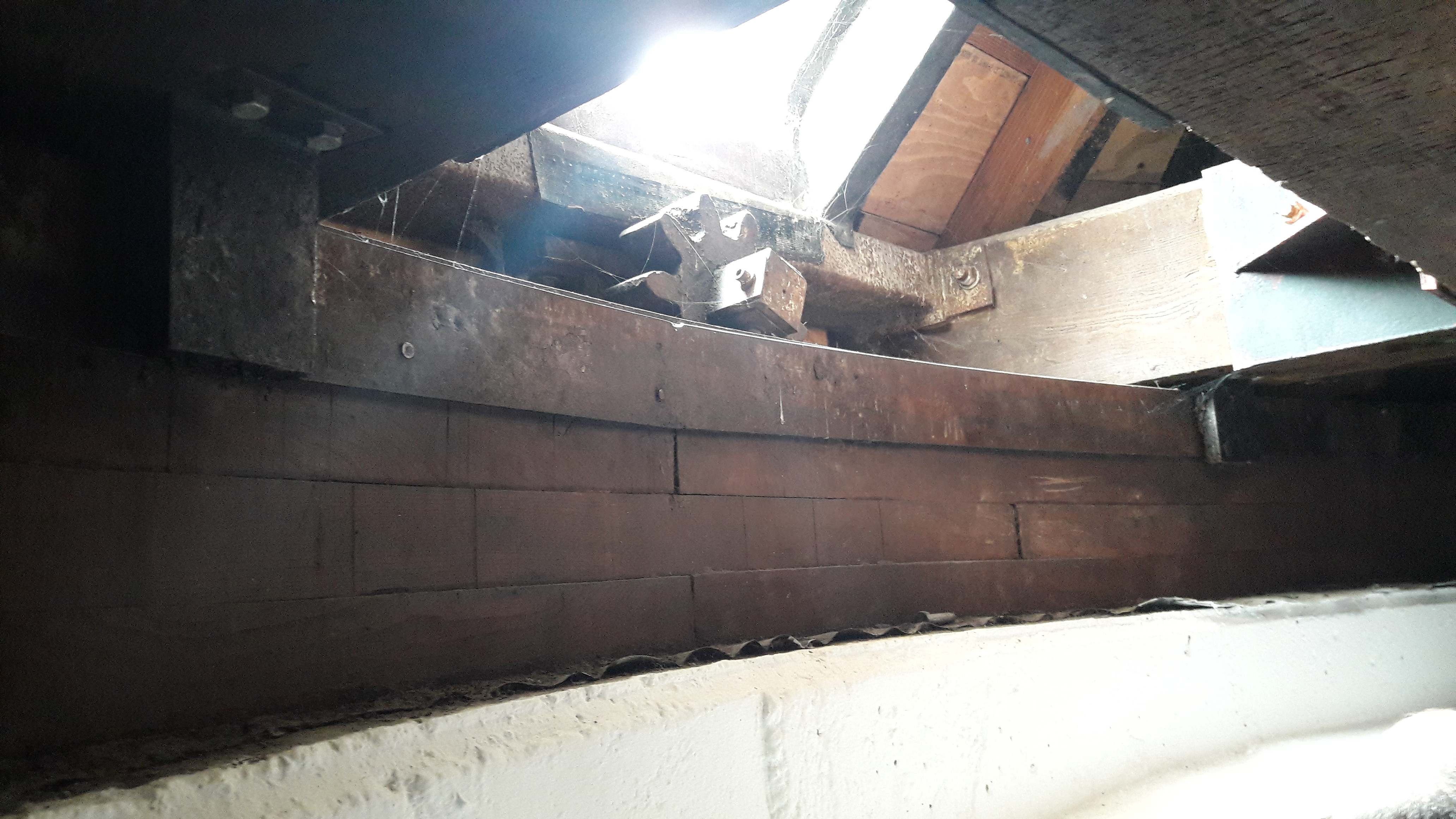
Намотувальний шків
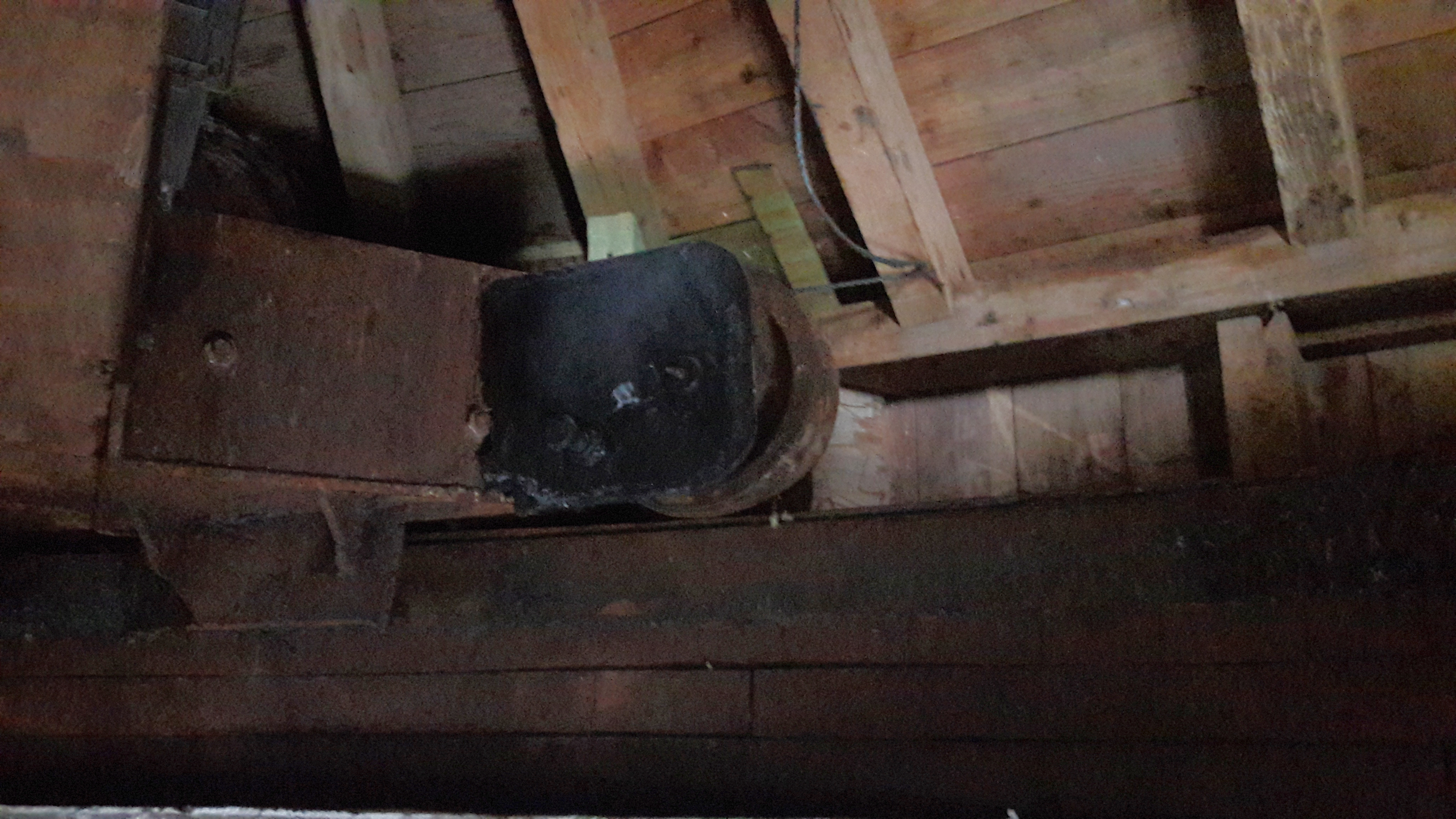
Механізм намотування
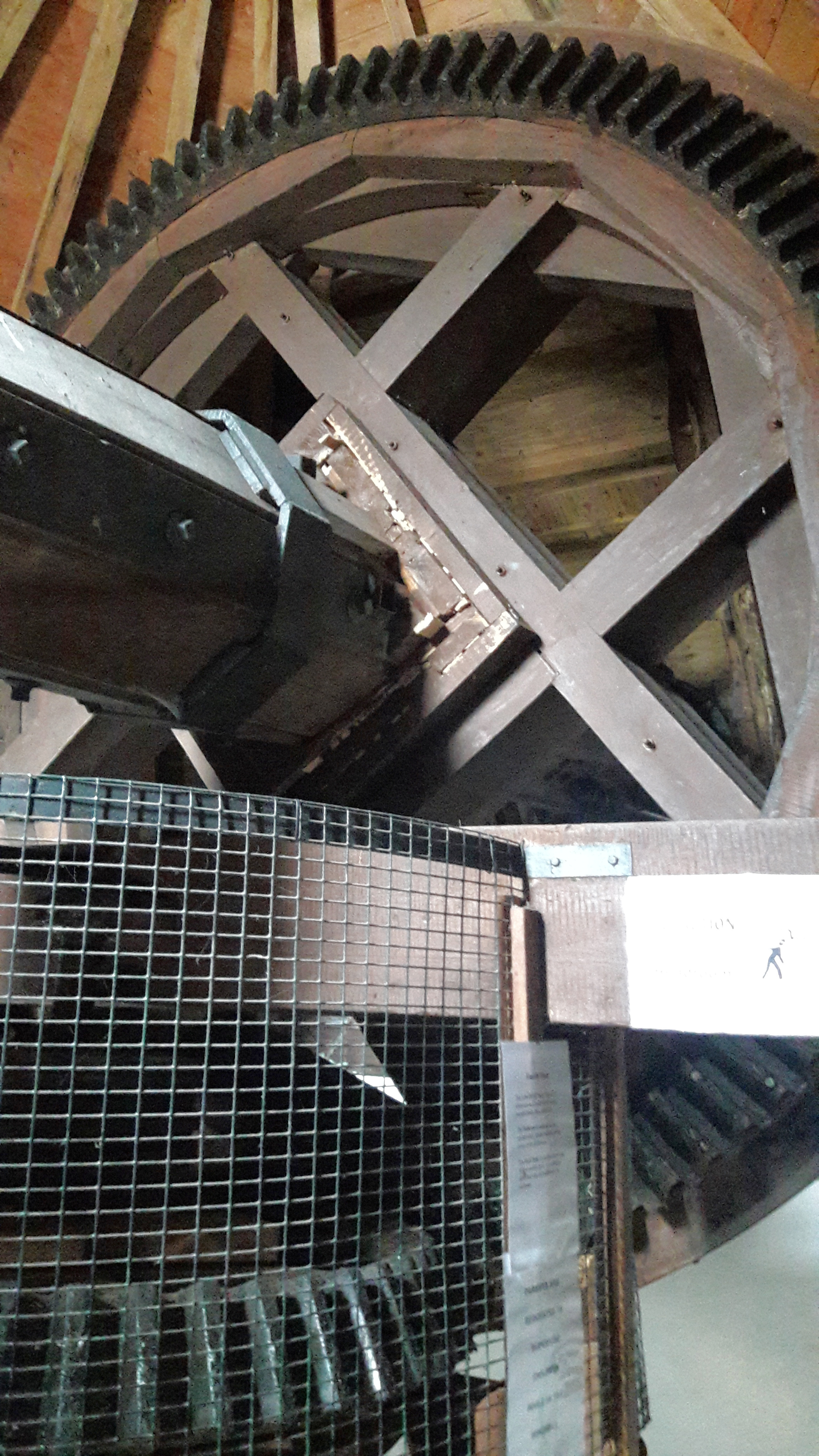
Вітряний вал і зубчасте колесо
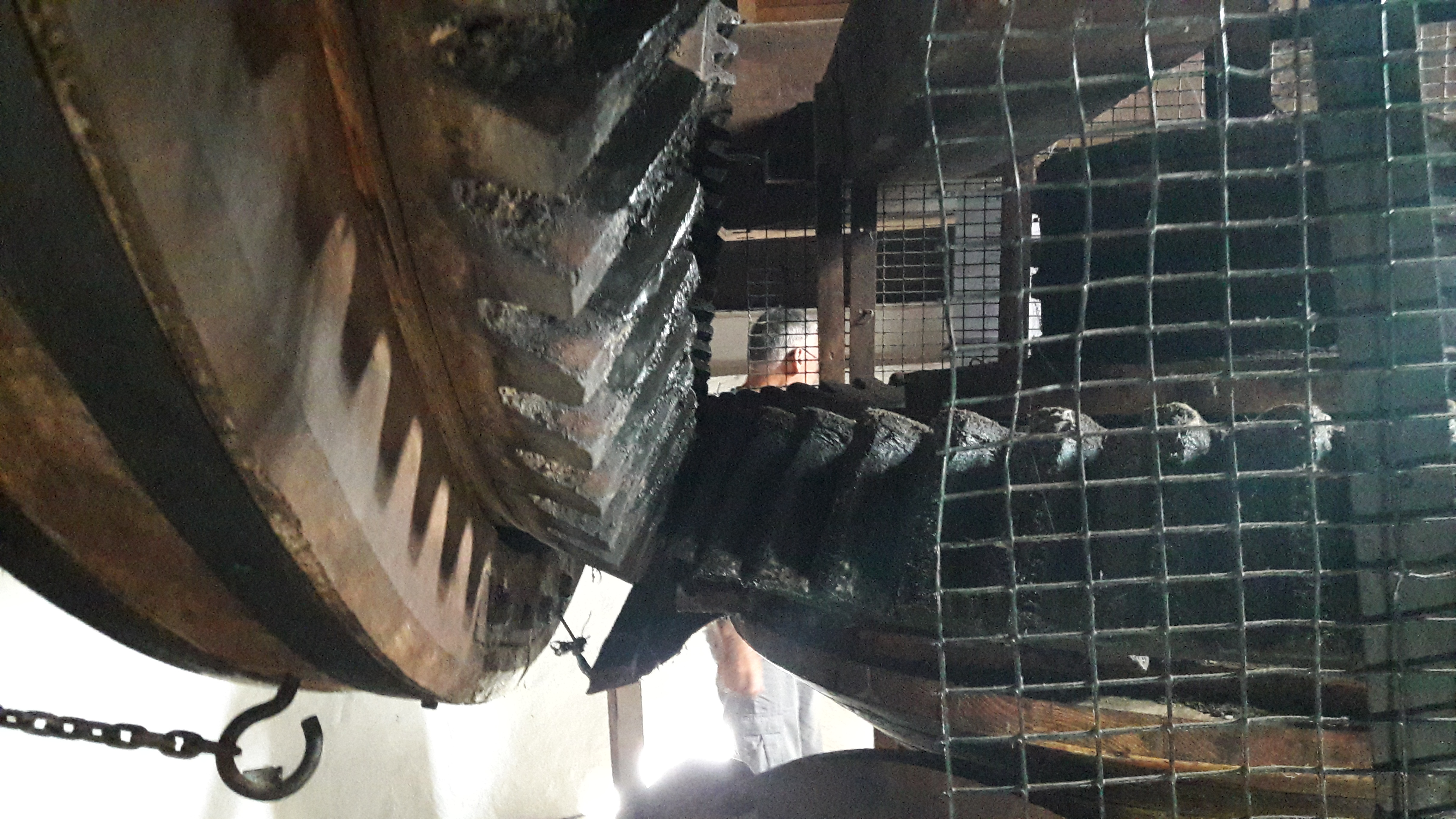
Гвинтики
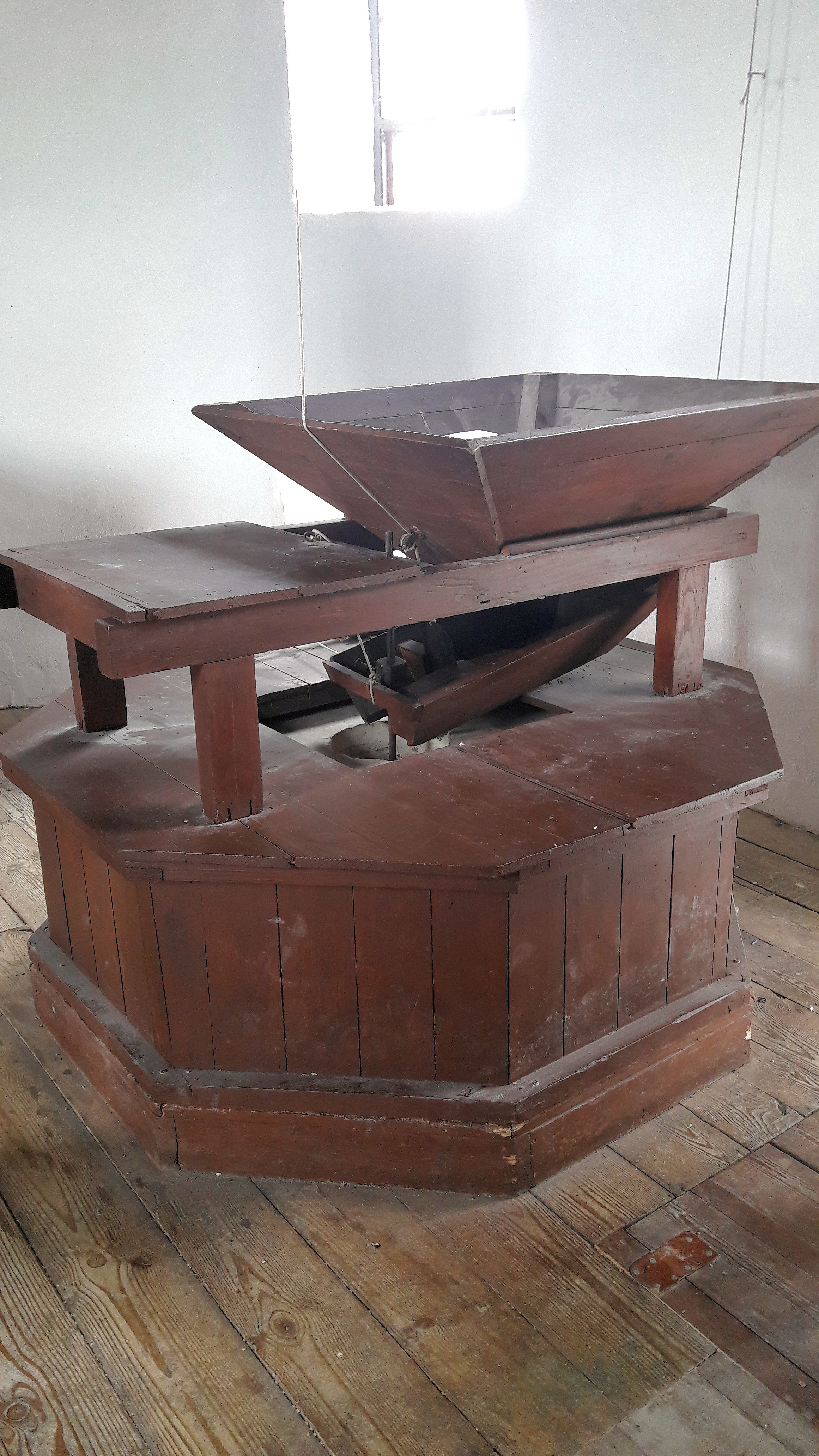
Шліфувальне обладнання
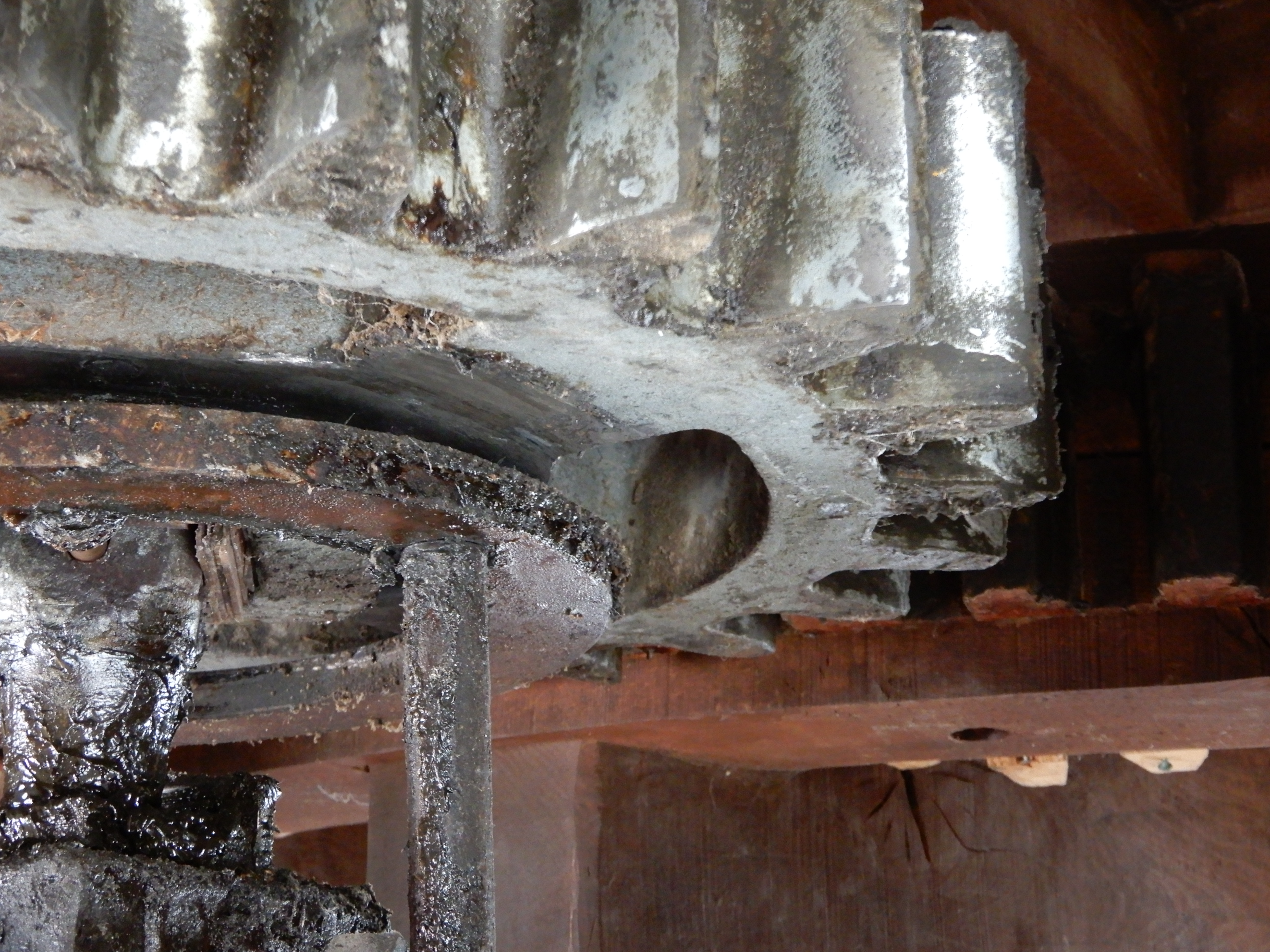
Підшипник і кам'яна гайка на шпинделі
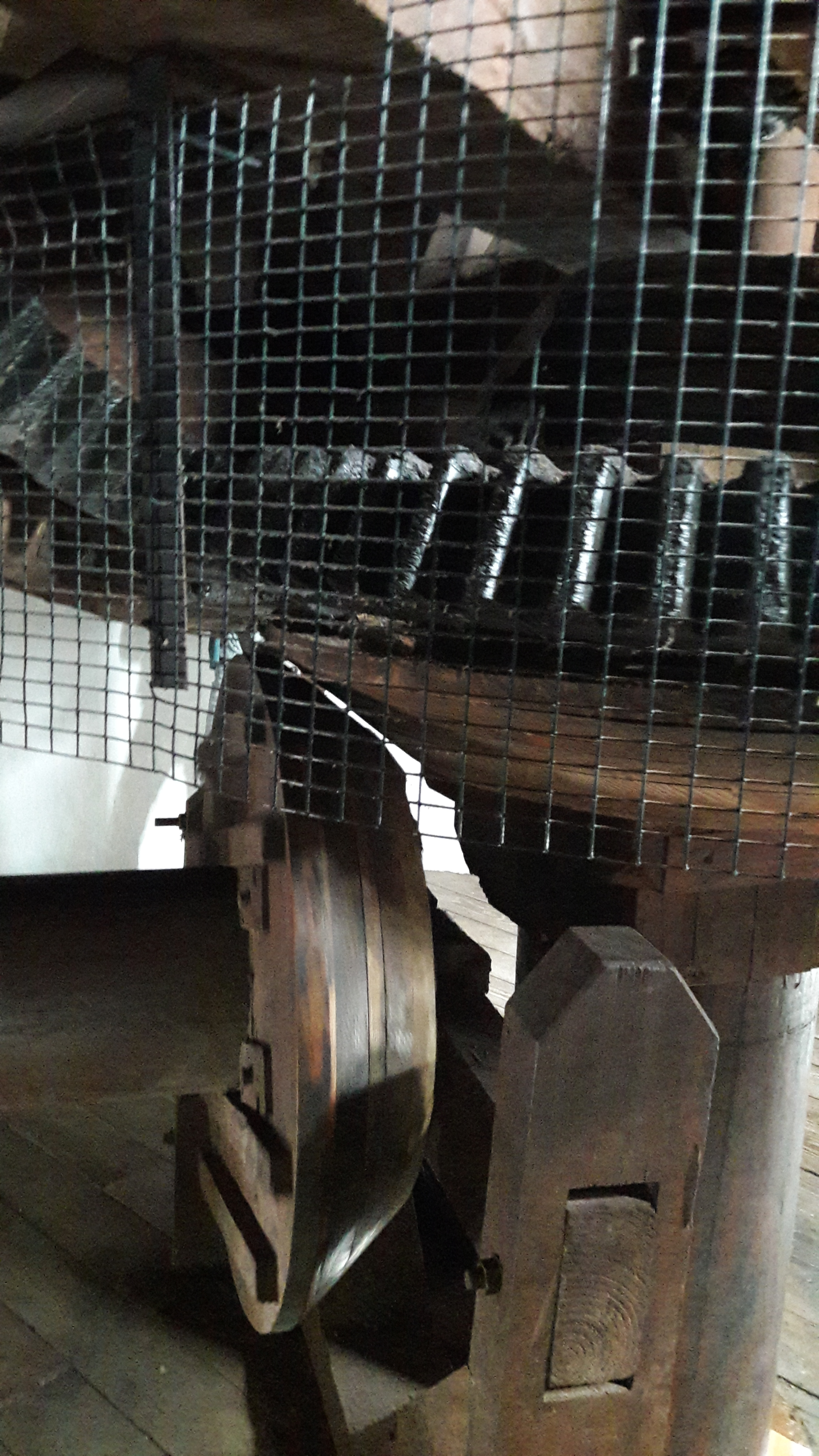
Дерев'яний шків
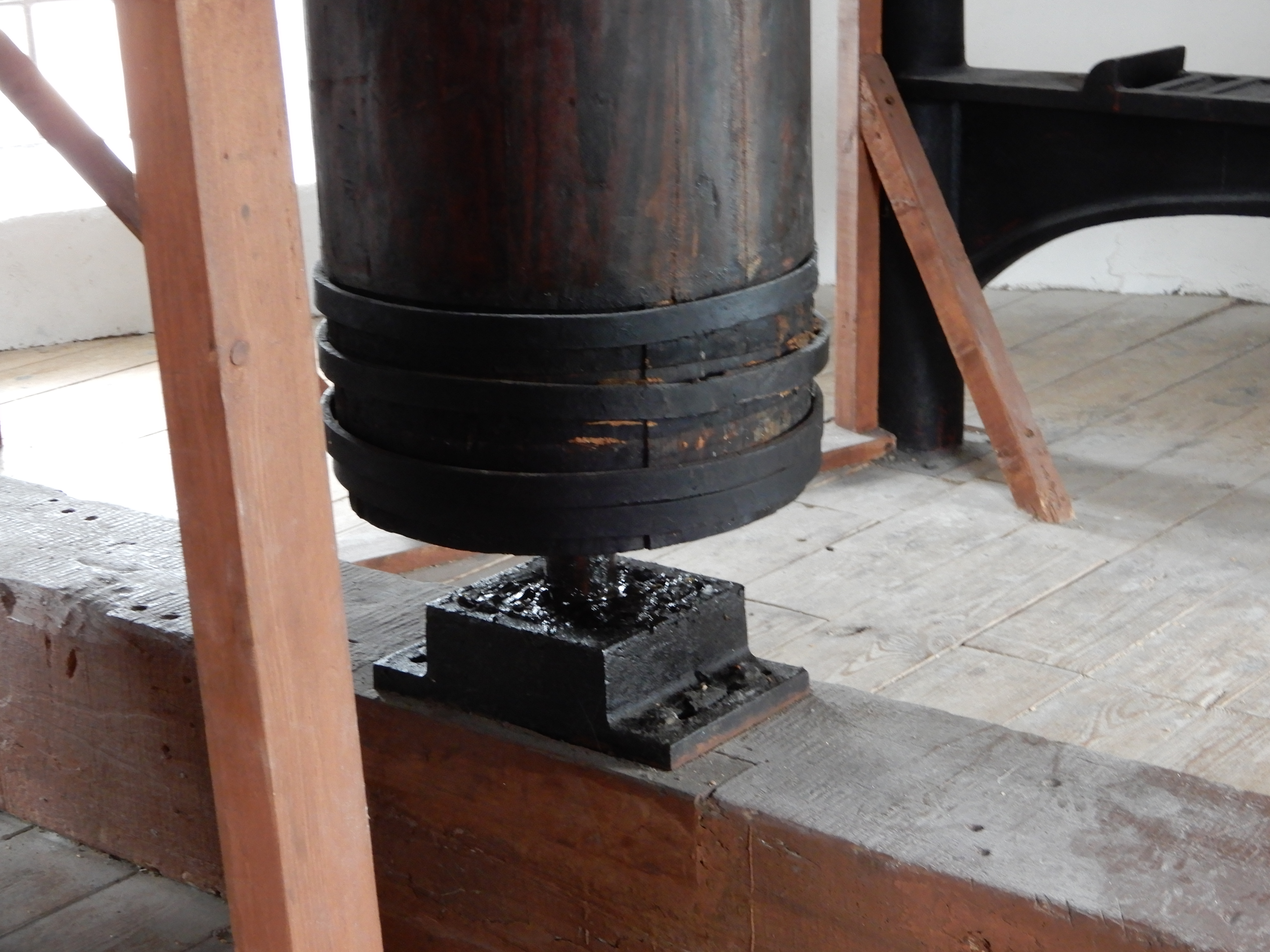
Підшипник на головному валі